# Hachim Mastour
Hachim Mastour (arabisch هاشم مستور, DMG Hāšim Mastūr; * 15. Juni 1998 in Reggio nell’Emilia, Italien) ist ein marokkanischer Fußballspieler, der auch die italienische Staatsbürgerschaft besitzt. Der Stürmer und ehemalige marokkanische Nationalspieler spielt seit 2022 in der dortigen ersten Liga.

## Karriere

### Vereine

#### Anfänge
Der Sohn marokkanischer Einwanderer begann seine Laufbahn bei US Reggio Calcio ASD, wo er bis 2008 fungierte. Danach wechselte er zum AC Reggiana und 2012 im Alter von 14 Jahren für die Rekordablöse von 850.000 Euro in die Jugend des AC Mailand.

#### AC Mailand
Mastour zeigte in der Jugend von Mailand schon früh gute Leistungen, sodass er bereits im Alter von 15 Jahren in die erste Mannschaft berufen wurde und mit dieser trainieren konnte. Er hätte zu diesem Zeitpunkt ebenfalls schon für die Seniorenmannschaft bei Pflichtspielen auflaufen können, was sich allerdings noch nicht ergab. Am 15. Juni 2014, seinem 16. Geburtstag, unterschrieb er einen Profivertrag beim AC Mailand, was aufgrund seines jungen Alters für internationales Aufsehen sorgte.

#### FC Málaga
Ende August 2015 wechselte Mastour für zwei Jahre auf Leihbasis zum spanischen Erstligisten FC Málaga. Am 7. Juli 2016 wurde die Leihe vorzeitig, nach nur einem Spiel im Aufgebot, aufgehoben. Mastour kehrte danach zum AC Mailand zurück.

#### PEC Zwolle
Zur Saison 2016/17 wurde Mastour in die niederländische Eredivisie an PEC Zwolle verliehen, um dort Spielpraxis zu sammeln. Auch hier kam Mastour nur auf 5 Einsätze.

#### PAS Lamia 1964
Nachdem Mastour zwei Monate vereinslos war, wurde am 5. September 2018 bekanntgegeben, dass der griechische Erstligist PAS Lamia Mastour unter Vertrag genommen hatte. Zum 4. März 2019 schied er aus der Mannschaft aus, weil er sich nach einer schweren Verletzung in Italien behandeln ließ. Die Ärzte in Italien diagnostizierten eine schwerere Verletzung als die Ärzte in Griechenland, weswegen Mastour sich für die Behandlung in seiner Heimat Italien entschied.

#### Urbs Reggina 1914
Im Oktober 2019 schloss sich Mastour Urbs Reggina 1914 an.

#### Athletic Carpi 2021
Zum Winter 2021 wurde Mastour für den Rest der Saison an den Drittligisten nach Carpi verliehen.

#### Renaissance Zemamra
Nachdem er die Saison 20/21 ohne Verein verbracht hatte, schloss sich Mastour zum 1. Juli 2022 dem marokkanischen Zweitligisten Renaissance Club Athletic Zemamra an.

### Nationalmannschaft
Mastour spielte siebenmal für die U16-Auswahl des italienischen Fußballverbandes. Am 11. März 2014 erzielte er beim 2:1-Sieg gegen Kroatien in der 76. Minute den Treffer zum 1:1-Ausgleich. Anfang Juni 2015 entschied er sich gegen sein Geburtsland und damit für den marokkanischen Fußballverband. Am 12. Juni 2015 debütierte er beim 1:0-Sieg gegen Libyen in der marokkanischen Nationalmannschaft. Dies war bis dato der einzige Auftritt Mastours in der Nationalmannschaft Marokkos.

### Vereinslosigkeit
In den Jahren 2018, 2019 sowie 2021 und 2022 war Mastour vereinslos. Das erste Mal für zwei Monate nach seiner Leihe vom AC Mailand an PEC Zwolle. Die Mailänder hatten hierbei den Vertrag Mastours nicht weiter verlängert. Von März bis Oktober 2019 war Mastour wieder vereinslos, da der Vertrag mit PAS Lamia aufgelöst worden war. Nach seiner Leihe in Carpi wurde der Vertrag mit Reggina nicht verlängert und Mastour blieb die Saison 21/22 komplett ohne Verein.